# Шафир, Эльдар
Эльдар Шафир (англ. Eldar Shafir, род. 1959) — американский бихевиорист и соавтор книги «Нужда: иметь слишком мало может значить очень много» (совместно с Сендхилом Муллайнатаном). Он является профессором психологии и связей с общественностью факультета психологии Принстонского университета и Школы общественных и международных отношений Вудро Вильсона.
Шафир — научный сотрудник Института количественных социальных наук Гарвардского университета. Он является соучредителем и членом правления Ideas 42, некоммерческой организации, которая использует поведенческую науку для решения сложных социальных проблем. Его основная область исследований — это поведенческая экономика, то есть то, как решения, принимаемые людьми, влияют на их финансовые результаты. Его исследования привели его к общему выводу, что люди часто принимают нежелательные решения по финансовым вопросам, когда считают, что они действуют рационально.

## Биография
Шафир окончил Брауновский университет и получил докторскую степень в области когнитивных наук (PhD in Cognitive Science) в 1988 году в Массачусетском технологическом институте. Он является профессором психологии и связей с общественностью на факультете психологии Принстонского университета и Школы общественных и международных отношений Вудро Вильсона, а также младшим преподавателем Института количественных социальных наук Гарвардского университета.
Он бывший президент Общества суждений и принятия решений. Он является членом Канадского института перспективных исследований, Научно-исследовательского подразделения инноваций для борьбы с бедностью и Круглого стола по поведенческой экономике Фонда Рассела Сейджа, а также ряда других исследовательских организаций.
Был назначен экс-президентом США Бараком Обамой в Консультативный совет президента по финансовым возможностям. Задача Совета — рассмотреть пути укрепления финансовых возможностей по всей стране.

## Поведенческая экономика как основная область деятельности
Основная область научных интересов Эльдара Шафира — принятие решений, особенно поведенческая экономика: изучение того, как люди принимают повседневные решения. Его исследования, основанные на эмпирическом опыте, опираются на области психологии и экономики, чтобы поддержать точку зрения о том, что принятие решений часто не основывается на том, что предполагается в моделях с рациональном агентом. Шафир изучает влияние социальных, когнитивных и эмоциональных факторов на экономические решения, например, поведение людей, находящихся в конфликте и испытывающих неуверенность при принятии решения. Например, в исследовании с участием Амоса Тверски, в котором участвовали студенты Принстона, было обнаружено, что люди склонны находить способы не принимать решения, когда они сталкиваются со сложным и последовательным решением. Тот же результат был обнаружен в случае с врачами в Соединенных Штатах и Канаде, которые принимают решения, которые не всегда могут быть в лучших интересах пациентов, когда они включают несколько вариантов. Это противоречит предположению о том, что как только человек сталкивается с набором вариантов и вооружен некоторым методом оценки, он выберет лучшую альтернативу.

## Награды и премии
В 2012 году Шафир получил стипендию Гуггенхайма; он сказал, что потратит деньги на продолжение своих исследований психологии дефицита.
Также Шафир получил премию нового исследователя Гиллеля Эйнхорна от Общества вынесения суждений и принятия решений и премию Мемориала Чейза. Он избран членом Американской академии искусств и наук.